# Gertruda z Nivelles
Gertruda z Nivelles (Nijvel) (ur. ok. 626, zm. 17 marca 659) – młodsza córka Pepina z Landen i jego żony Idubergi, ksieni benedyktyńskiego klasztoru w Nivelles (oficjalna nazwa francuskojęzyczna, niderl. Nijvel), święta Kościoła katolickiego i Cerkwi prawosławnej.

## Biografia
Gdy miała około dziesięciu lat, jej ojciec zaprosił króla Dagoberta oraz innych możnych z królestwa na ucztę. Przy tej okazji miały zostać ogłoszone jej zaręczyny z synem księcia Austrazji. Jednakże ona z oburzeniem odpowiedziała, że nie wyjdzie za mąż ani za syna księcia, ani za żadnego innego mężczyznę, tylko Jezus Chrystus będzie jej oblubieńcem.
Po śmierci ojca w 640, jej matka Iduberga ufundowała klasztor (podwójny - męski i żeński) w Nivelles. Gertruda została ksienią, a Iduberga zamieszkała tam jako mniszka, służąc córce radą. Wśród wielu pielgrzymów odwiedzających klasztor byli dwaj bracia (późniejsi święci) Foillan i Ultan - irlandzcy zakonnicy, którzy podróżowali z Rzymu do Peronne do grobu trzeciego brata o imieniu Urseus. Gertruda i jej matka podarowały braciom ziemię, na której powstał kolejny klasztor. Ultan został jego przeorem, a Foillan pozostał w Nivelles, objaśniając mnichom i mniszkom Pismo Święte.
Po śmierci Idubergi w 652, Gertruda powierzyła zarządzanie klasztorem zastępczyniom, by samej móc poświęcić więcej czasu na studiowanie Pisma Świętego. Mając trzydzieści dwa lata tak bardzo osłabła z uwagi na ciągłą wstrzemięźliwość od jedzenia i snu, że postanowiła złożyć swój urząd. W grudniu 658 jej następczynią została Wulfetruda, jej siostrzenica lub bratanica.
Wkrótce Gertruda zmarła, a zaraz po śmierci rozpoczął się jej kult jako świętej. 

## Kult
W miejscu śmierci Gertrudy Agnieszka, trzecia ksieni klasztoru w Nivelles, ufundowała kościół.
Gertruda jest patronką Nivelles (Nijvel), czczona jest w miastach Beverst, Geertruidenberg i Bergen op Zoom. Jest także patronką podróżnych oraz jest przywoływana przeciwko gorączce, szczurom, myszom, szczególnie myszom polnym. Wzywano ją także jako opiekunkę kotów.
Na Pomorzu znajdują się dwie gotyckie budowle pod wezwaniem św. Gertrudy: kaplica cmentarna w Koszalinie i kościół parafialny w Darłowie. Są one wybudowane na planie centralnym, co Andrzej Grzybkowski interpretuje jako odniesienie do Rotundy Grobu Pańskiego w Jerozolimie. Święta Gertruda była patronką podróżnych i pielgrzymów, więc odwiedzenie "kaplicy jerozolimskiej" mogło służyć za namiastkę pielgrzymki do Ziemi Świętej. Ponadto od czasu zarazy w połowie XIV wieku św. Gertrudę postrzegano również jako patronkę zmarłych. 
Kult trafił również do Małopolski i na Śląsk, efektem czego były m.in. kościół w Krakowie i Wrocławiu.
Wspomnienie liturgiczne św. Gertrudy obchodzone jest 17 marca, w dzienną pamiątkę śmierci.

## Ikonografia
Św. Gertruda przedstawiana jest w sztach książęcych lub zakonnym habicie, czasami trzymając w ręku opacki pastorał. Jej atrybuty to korona, model kościoła lub model szpitala, otwarta księga i mysz na książce lub wspinająca się po pastorale lub u jej stóp.